# Coupe Spengler 2015
Navigation
Édition précédente Édition suivante
La Coupe Spengler 2015 est la 89e édition de la Coupe Spengler. Elle se déroule du 26 au 31 décembre 2015 à Davos, en Suisse.

## Modus
Les six équipes participantes sont d'abord réparties en deux poules de trois, le groupe Torriani et le groupe Cattini. Chacune des équipes rencontre ses deux autres adversaires. La première équipe de chaque groupe est directement qualifiée pour les demi-finales. Les quatre autres équipes disputent des « pré-demi-finales », durant lesquelles le deuxième du groupe Cattini rencontre le troisième du groupe Torriani, et inversement. Le vainqueur de chacune de ces pré-demi-finales est qualifié pour les demi-finales. Les deux équipes victorieuses s'affrontent en finale, le 31 décembre, à midi.

## Participants
- Jokerit Helsinki (KHL)
- HC Lugano (LNA)
- Adler Mannheim (DEL)
- HC Davos (LNA)
- Avtomobilist Iekaterinbourg (KHL)
- Équipe du Canada

## Effectifs

### Jokerit Helsinki
- Gardiens de but :
- Défenseurs :
- Attaquants :
- Renforts :
- Entraîneur :

### Lugano
- Gardiens de but :
- Défenseurs :
- Attaquants :
- Renforts : Ryan Glenn (Défenseur, HC Sparta Prague), Dan Spang (Défenseur, HC Kometa Brno)
- Entraîneur :

### Adler Mannheim
- Gardiens de but :
- Défenseurs :
- Attaquants :
- Renforts : Steve Eminger (Attaquant, Bruins de Providence), Kyle Wilson, (Attaquant, MODO Hockey)
- Entraîneur :

### Davos
- Gardiens de but :
- Défenseurs :
- Attaquants :
- Renforts : Kévin Hecquefeuille (Défenseur, SC Langnau Tigers), Ville Koistinen (Défenseur, SC Langnau Tigers), David Moss (Attaquant, HC Bienne), Alexandre Picard (Attaquant, Genève-Servette)
- Entraîneur : Arno Del Curto

### Avtomobilist Iekaterinbourg
- Gardiens de but :
- Défenseurs :
- Attaquants :
- Renforts :
- Entraîneur :

### Équipe du Canada
- Gardiens de but : Matt Climie (Straubing Tigers), Jeff Glass (Dinamo Minsk), Drew MacIntyre (Charlotte Checkers)
- Défenseurs : Keith Aulie (Springfield Falcons), Marc-André Bergeron (ZSC Lions), Trevor Carrick (Charlotte Checkers), Mark Cundari (San Jose Barracuda), Aaron Johnson (Stockton Heat), Alexandre Picard (HC Fribourg-Gotteron), Daniel Vukovic (Geneve-Servette)
- Attaquants : Kevin Clark (SCL Tigers), Cory Conacher (SC Bern), Matt D'Agostini (Geneve-Servette), Chris DiDomenico (SCL Tigers), Matt Ellison (Dinamo Minsk), Cory Emmerton (HC Ambri-Piotta), Kris Foucault (ZSC Lions), Matthew Lombardi (Geneve-Servette), Manny Malhotra (Lake Erie Monsters), Dan Paille (Rockford Icehogs), Tom Pyatt (Geneve-Servette), Derek Roy (SC Bern), James Sheppard (Kloten Flyers)
- Entraîneur : Guy Boucher

## Arbitres
| Arbitres          | Juges de ligne    |
| ----------------- | ----------------- |
| Mikko Kaukokari   | Cedric Borga      |
| Greg Kimmerly     | Nicolas Fluri     |
| Daniel Stricker   | Balázs Kovács     |
| Marcus Vinnerborg | Peter Küng        |
| Tobias Wehrli     | Michael Tscherrig |

## Résultats

### Phase de groupes

#### Groupe Torriani
| Clt   | Équipe           | PJ | V | VP | D | DP | BP | BC | Pts |
| ----- | ---------------- | -- | - | -- | - | -- | -- | -- | --- |
| +001, | HC Lugano        | 2  | 1 | 0  | 1 | 0  | 10 | 7  | 3   |
| +002, | Jokerit Helsinki | 2  | 1 | 0  | 1 | 0  | 9  | 9  | 3   |
| +003, | Adler Mannheim   | 2  | 1 | 0  | 1 | 0  | 8  | 9  | 3   |

- Qualifié directement pour les demi-finales
- Qualifié pour les pré demi-finales

| 26 décembre | HC Lugano | 6-3 (0-2, 3-1, 3-0) | Adler Mannheim | Vaillant Arena 6 300 spectateurs |

| Feuille de match | Feuille de match | Feuille de match                    | Feuille de match | Feuille de match                          |
| ---------------- | --- | ----------------------------------- | --- | ----------------------------------------- |
|                  | F. Pettersson — 32 min 4 s (SN) D. Brunner (G. Hofmann) — 35 min 5 s F. Pettersson — 38 min 35 s L. Klasen (T. Mårtensson, F. Pettersson) — 45 min 42 s L. Klasen — 45 min 42 s A. Bertaggia — 59 min 8 s (CV) | 0-1 0-2 0-3 1-3 2-3 3-3 4-3 5-3 6-3 | B. Raedeke (G. Metropolit, S. Eminger) — 4 min 28 s R. MacMurchy (J. Hecht, K. Wilson) — 13 min 51 s R. MacMurchy — 27 min 9 s | Arbitrage : Mikko Kaukokari Tobias Wehrli |
| Elvis Merzļikins | Gardiens | Dennis Endras                       | | Arbitrage : Mikko Kaukokari Tobias Wehrli |
| 4 min            | Pénalités | 4 min                               | | Arbitrage : Mikko Kaukokari Tobias Wehrli |
| 39               | Tirs | 23                                  | | Arbitrage : Mikko Kaukokari Tobias Wehrli |

| 27 décembre | Jokerit Helsinki | 3-5 (2-2, 1-2, 0-1) | Adler Mannheim | Vaillant Arena 6 300 spectateurs |

| Feuille de match | Feuille de match | Feuille de match                | Feuille de match | Feuille de match                              |
| ---------------- | --- | ------------------------------- | --- | --------------------------------------------- |
|                  | P. Regin (J. Aaltonen) — 11 min 46 s J. Salinnen (T. Kennedy, B. Kozun) — 12 min 13 s N. Hagman (T. Jaakola, P. Jormakka) — 24 min 52 s | 1-0 2-0 2-1 2-2 2-3 3-3 3-4 3-5 | G. Metropolit (B. Raedeke) — 14 min 10 s M. Carle — 18 min 7 s (SN) R. MacMurchy (K. Wilson, J. Hecht) — 22 min 6 s R. MacMurchy (J. Hecht, M. Carle) — 39 min 46 s K. Hospelt — 59 min 24 s (IN) | Arbitrage : Mikko Kaukokari Marcus Vinnerborg |
| Riku Helenius    | Gardiens | Dennis Endras                   | | Arbitrage : Mikko Kaukokari Marcus Vinnerborg |
| 6 min            | Pénalités | 8 min                           | | Arbitrage : Mikko Kaukokari Marcus Vinnerborg |
| 29               | Tirs | 31                              | | Arbitrage : Mikko Kaukokari Marcus Vinnerborg |

| 28 décembre | HC Lugano | 4-6 (0-1, 4-2, 0-3) | Jokerit Helsinki | Vaillant Arena 6 300 spectateurs |

| Feuille de match            | Feuille de match | Feuille de match                        | Feuille de match | Feuille de match                            |
| --------------------------- | --- | --------------------------------------- | --- | ------------------------------------------- |
|                             | R. Glenn (T. Stapleton, F. Pettersson) — 21 min L. Kienzle (I. Filppula) — 22 min 9 s D. Brunner (G. Hofmann) — 36 min 50 s (IN) L. Klasen (F. Pettersson) — 37 min 29 s | 0-1 1-1 2-1 2-2 2-3 3-3 4-3 4-4 4-5 4-6 | B. Kozun (V. Lajunen) — 17 min 15 s T. Kennedy — 23 min 59 s R. Talaja — 31 min 42 s P. Larsen — 40 min 27 s A. Kulda — 45 min 20 s V. Lajunen (P. Jormakka) — 40 min 27 s | Arbitrage : Mikko Kaukokari Daniel Stricker |
| Mark Owuya Elvis Merzļikins | Gardiens | Henrik Larsson                          | | Arbitrage : Mikko Kaukokari Daniel Stricker |
| 6 min                       | Pénalités | 6 min                                   | | Arbitrage : Mikko Kaukokari Daniel Stricker |
| 25                          | Tirs | 37                                      | | Arbitrage : Mikko Kaukokari Daniel Stricker |

#### Groupe Cattini
| Clt   | Équipe                      | PJ | V | VP | D | DP | BP | BC | Pts |
| ----- | --------------------------- | -- | - | -- | - | -- | -- | -- | --- |
| +001, | Équipe du Canada            | 2  | 2 | 0  | 0 | 0  | 4  | 1  | 6   |
| +002, | Avtomobilist Iekaterinbourg | 2  | 1 | 0  | 1 | 0  | 6  | 3  | 3   |
| +003, | HC Davos                    | 2  | 0 | 0  | 2 | 0  | 1  | 7  | 0   |

- Qualifié directement pour les demi-finales
- Qualifié pour les pré demi-finales

| 26 décembre | Avtomobilist Iekaterinbourg | 1-2 (0-1, 1-1, 0-0) | Équipe du Canada | Vaillant Arena 6 300 spectateurs |

| Feuille de match | Feuille de match                  | Feuille de match | Feuille de match                                                                       | Feuille de match                              |
| ---------------- | --------------------------------- | ---------------- | -------------------------------------------------------------------------------------- | --------------------------------------------- |
|                  | A. Tortchenyuk — 28 min 57 s (IN) | 0-1 1-1 1-2      | T. Carrick (J. Sheppard, M. Lombardi) — 19 min 59 s C. Conacher (D. Roy) — 33 min 13 s | Arbitrage : Daniel Stricker Marcus Vinnerborg |
| Igor Ustinsky    | Gardiens                          | Drew McIntyre    |                                                                                        | Arbitrage : Daniel Stricker Marcus Vinnerborg |
| 14 min           | Pénalités                         | 4 min            |                                                                                        | Arbitrage : Daniel Stricker Marcus Vinnerborg |
| 23               | Tirs                              | 27               |                                                                                        | Arbitrage : Daniel Stricker Marcus Vinnerborg |

| 27 décembre | HC Davos | 1-5 (0-1, 1-3, 0-1) | Avtomobilist Iekaterinbourg | Vaillant Arena 6 300 spectateurs |

| Feuille de match | Feuille de match           | Feuille de match        | Feuille de match | Feuille de match                        |
| ---------------- | -------------------------- | ----------------------- | --- | --------------------------------------- |
|                  | D. Setoguchi — 30 min 33 s | 0-1 0-2 1-2 1-3 1-4 1-5 | A. Mikhnov (P. Koukal, E. Elo) — 19 min 13 s (SN) A. Golychev (P. Koukal, A. Mikhnov) — 29 min 2 s S. Yemelin (A. Golychev) — 33 min 46 s A. Alexeyev (N. Timachov) — 38 min 16 s A. Mikhnov — 51 min 34 s | Arbitrage : Greg Kimmerly Tobias Wehrli |
| Leonardo Genoni  | Gardiens                   | Jakub Kovář             | | Arbitrage : Greg Kimmerly Tobias Wehrli |
| 6 min            | Pénalités                  | 6 min                   | | Arbitrage : Greg Kimmerly Tobias Wehrli |
| 24               | Tirs                       | 31                      | | Arbitrage : Greg Kimmerly Tobias Wehrli |

| 28 décembre | Équipe du Canada | 2-0 (0-0, 2-0, 0-0) | HC Davos | Vaillant Arena 6 300 spectateurs |

| Feuille de match | Feuille de match                                                                      | Feuille de match | Feuille de match | Feuille de match                            |
| ---------------- | ------------------------------------------------------------------------------------- | ---------------- | ---------------- | ------------------------------------------- |
|                  | Giroux (M. Lombardi, M. Cundari) — 25 min 35 s C. DiDomenico (T. Pyatt) — 31 min 27 s | 1-0 2-0          |                  | Arbitrage : Greg Kimmerly Marcus Vinnerborg |
| Jeff Glass       | Gardiens                                                                              | Leonardo Genoni  |                  | Arbitrage : Greg Kimmerly Marcus Vinnerborg |
| 6 min            | Pénalités                                                                             | 4 min            |                  | Arbitrage : Greg Kimmerly Marcus Vinnerborg |
| 42               | Tirs                                                                                  | 21               |                  | Arbitrage : Greg Kimmerly Marcus Vinnerborg |

### Phase finale

#### Qualifications pour les demi-finales
| 29 décembre | Jokerit Helsinki | 4-5 (pr) (1-1, 3-1, 0-2, 0-1) | HC Davos | Vaillant Arena 6 300 spectateurs |

| Feuille de match | Feuille de match | Feuille de match                    | Feuille de match | Feuille de match                          |
| ---------------- | --- | ----------------------------------- | --- | ----------------------------------------- |
|                  | D. Todd — 12 min 13 s (TP) J. Aaltonen (J. Joensuu) — 31 min 33 s R. Talaja (A. Ohtamaa) — 36 min 17 s P. Regin (J. Aaltonen, J. Joensuu) — 38 min 50 s | 0-1 1-1 1-2 2-2 3-2 4-2 4-3 4-4 4-5 | J. Portmann (L. Sieber) — 2 min 20 s V. Koistinen — 30 min 23 s (SN) M. Jörg (E. Corvi) — 50 min 46 s S. Walser (M. Wieser, A. Ambühl) — 55 min 54 s G. Sciaroni (A. Ambühl, M. Jörg) — 63 min 40 s | Arbitrage : Mikko Kaukokari Greg Kimmerly |
| Riku Helenius    | Gardiens | Gilles Senn                         | | Arbitrage : Mikko Kaukokari Greg Kimmerly |
| 20 min           | Pénalités | 20 min                              | | Arbitrage : Mikko Kaukokari Greg Kimmerly |
| 33               | Tirs | 28                                  | | Arbitrage : Mikko Kaukokari Greg Kimmerly |

| 29 décembre | Avtomobilist Iekaterinbourg | 3-1 (3-0, 0-0, 0-1) | Adler Mannheim | Vaillant Arena 6 300 spectateurs |

| Feuille de match | Feuille de match | Feuille de match | Feuille de match                               | Feuille de match                          |
| ---------------- | --- | ---------------- | ---------------------------------------------- | ----------------------------------------- |
|                  | T. Kivistö (O. Roman) — 7 min 25 s A. Tortchenyuk (O. Roman, N. Triamkine) — 10 min 43 s S. Yemeline (T. Kivistö, E. Elo) — 16 min 44 s (SN) | 1-0 2-0 3-0 3-1  | B. Raedeke (R. Arendt, M. Carle) — 50 min 32 s | Arbitrage : Daniel Stricker Tobias Wehrli |
| Igor Ustinsky    | Gardiens | Dennis Endras    |                                                | Arbitrage : Daniel Stricker Tobias Wehrli |
| 4 min            | Pénalités | 10 min           |                                                | Arbitrage : Daniel Stricker Tobias Wehrli |
| 28               | Tirs | 25               |                                                | Arbitrage : Daniel Stricker Tobias Wehrli |

#### Demi-finales
| 30 décembre | Équipe du Canada | 6-5 (1-3, 3-1, 2-1) | HC Davos | Vaillant Arena 6 300 spectateurs |

| Feuille de match       | Feuille de match | Feuille de match                            | Feuille de match | Feuille de match                          |
| ---------------------- | --- | ------------------------------------------- | --- | ----------------------------------------- |
|                        | T. Pyatt (J. Sheppard, M.-A. Bergeron) — 9 min 25 s (SN) C. DiDomenico (T. Pyatt, J. Sheppard) — 27 min 5 s M. Ellison (C. Conacher, K. Ellerby) — 29 min 33 s (SN)M. Ellison (C. Conacher, K. Ellerby) — 38 min 37 s A. Giroux (M. D'Agostini, M. Lombardi) — 55 min 26 s C. Conacher (M. Ellison, D. Roy) — 56 min 31 s | 0-1 0-2 1-2 1-3 1-4 2-4 3-4 4-4 4-5 5-5 6-5 | G. Sciaroni (SN) — 6 min 16 s S. Ryser — 6 min 39 s A. Picard (D. Moss, D. Setoguchi) — 18 min 52 s F. Du Bois (S. Walser, V. Koistinen) — 26 min 43 s P. Lindgren (M. Wieser) — 47 min 33 s | Arbitrage : Greg Kimmerly Daniel Stricker |
| Jeff Glass Matt Climie | Gardiens | Leonardo Genoni                             | | Arbitrage : Greg Kimmerly Daniel Stricker |
| 6 min                  | Pénalités | 14 min                                      | | Arbitrage : Greg Kimmerly Daniel Stricker |
| 45                     | Tirs | 28                                          | | Arbitrage : Greg Kimmerly Daniel Stricker |

| 30 décembre | HC Lugano | 3-0 (1-0, 1-0, 1-0) | Avtomobilist Iekaterinbourg | Vaillant Arena 6 300 spectateurs |

| Feuille de match | Feuille de match | Feuille de match | Feuille de match | Feuille de match                            |
| ---------------- | --- | ---------------- | ---------------- | ------------------------------------------- |
|                  | T. Stapleton (P. Furrer) — 15 min 11 s L. Klasen (F. Pettersson) — 24 min 12 s D. Brunner (J. Walker, D. Spang) — 56 min 12 s (CV) | 1-0 2-0 3-0      |                  | Arbitrage : Marcus Vinnerborg Tobias Wehrli |
| Elvis Merzikļins | Gardiens | Jan Kovář        |                  | Arbitrage : Marcus Vinnerborg Tobias Wehrli |
| 6 min            | Pénalités | 4 min            |                  | Arbitrage : Marcus Vinnerborg Tobias Wehrli |
| 28               | Tirs | 30               |                  | Arbitrage : Marcus Vinnerborg Tobias Wehrli |

#### Finale
| 31 décembre | Équipe du Canada | 4-3 (1-1, 2-1, 1-1) | HC Lugano | Vaillant Arena 6 300 spectateurs |

| Feuille de match | Feuille de match | Feuille de match            | Feuille de match | Feuille de match                            |
| ---------------- | --- | --------------------------- | --- | ------------------------------------------- |
|                  | K. Ellerby (C. DiDomenico) — 15 min 59 s D. Roy (C. Conacher) — 23 min 27 s T. Pyatt (C. DiDomenico) — 25 min M. D'Agostini (M. Lombardi, A. Johnson) — 48 min 13 s | 0-1 1-1 2-1 3-1 3-2 3-3 4-3 | G. Hofmann (A. Bertaggia, Filppula) — 8 min 49 s A. Chiesa (D. Brunner, L. Klasen) — 32 min 50 s (SN) G. Hofmann (A. Bertaggia, Filppula) — 45 min 8 s | Arbitrage : Greg Kimmerly Marcus Vinnerborg |
| Jeff Glass       | Gardiens | Elvis Merzikļins            | | Arbitrage : Greg Kimmerly Marcus Vinnerborg |
| 12 min           | Pénalités | 6 min                       | | Arbitrage : Greg Kimmerly Marcus Vinnerborg |
| 44               | Tirs | 34                          | | Arbitrage : Greg Kimmerly Marcus Vinnerborg |

## Équipe d'étoiles
Chaque année, une équipe type du tournoi est constituée avec les meilleurs joueurs des 6 équipes.
| Position         | Joueur          | Équipe                      |
| ---------------- | --------------- | --------------------------- |
| Gardien          | Igor Ustinsky   | Avtomobilist Iekaterinbourg |
| Défenseur droit  | Philippe Furrer | HC Lugano                   |
| Défenseur gauche | Artūrs Kulda    | Jokerit Helsinki            |
| Attaquant droit  | Linus Klasen    | HC Lugano                   |
| Centre           | Cory Conacher   | Équipe du Canada            |
| Attaquant gauche | Ryan MacMurchy  | Adler Mannheim              |